# Miconia rugosa
Miconia rugosa är en tvåhjärtbladig växtart som beskrevs av José Jéronimo Triana. Miconia rugosa ingår i släktet Miconia och familjen Melastomataceae. Inga underarter finns listade i Catalogue of Life.